# Let Mortal Heroes Sing Your Fame
Let Mortal Heroes Sing Your Fame — пятый студийный альбом австрийской атмосферик-блэк-метал-группы Summoning, выпущенный 31 октября 2001 года на лейбле Napalm Records.

## Отзывы критиков
Альбом получил положительные отзывы от музыкальных критиков. Педро Азеведо из Chronicles of Chaos назвал альбом «великолепным и очень атмосферным», но не дотягивающимся до Stronghold. Рецензент «Музыкальной газеты» описал Let Mortal Heroes Sing Your Fame как «умную и красивую музыку» и «спокойную и мелодичную вариацию на бессмертные творения столпов готик-дума и блэка» и сравнил его с творчеством таких групп, как The Mission и Lacrimosa.
Альбом занял 7 место в списке «20 лучших альбомов 2001 года» и 132 место в списке «200 лучших альбомов всех времён» по версии портала Metal Storm.

## Список композиций
| №                   | Название                            | Длительность |
| ------------------- | ----------------------------------- | ------------ |
| 1.                  | «A New Power Is Rising»             | 4:08         |
| 2.                  | «South Away»                        | 6:04         |
| 3.                  | «In Hollow Halls Beneath the Fells» | 8:56         |
| 4.                  | «Our Foes Shall Fall»               | 7:01         |
| 5.                  | «The Mountain King's Return»        | 8:53         |
| 6.                  | «Runes of Power»                    | 5:51         |
| 7.                  | «Ashen Cold»                        | 6:16         |
| 8.                  | «Farewell»                          | 9:19         |
| Общая длительность: | Общая длительность:                 | 56:23        |

## Участники записи
- Protector — вокал, гитара, клавишные
- Silenius — клавишные, вокал